# Jehuda Glick

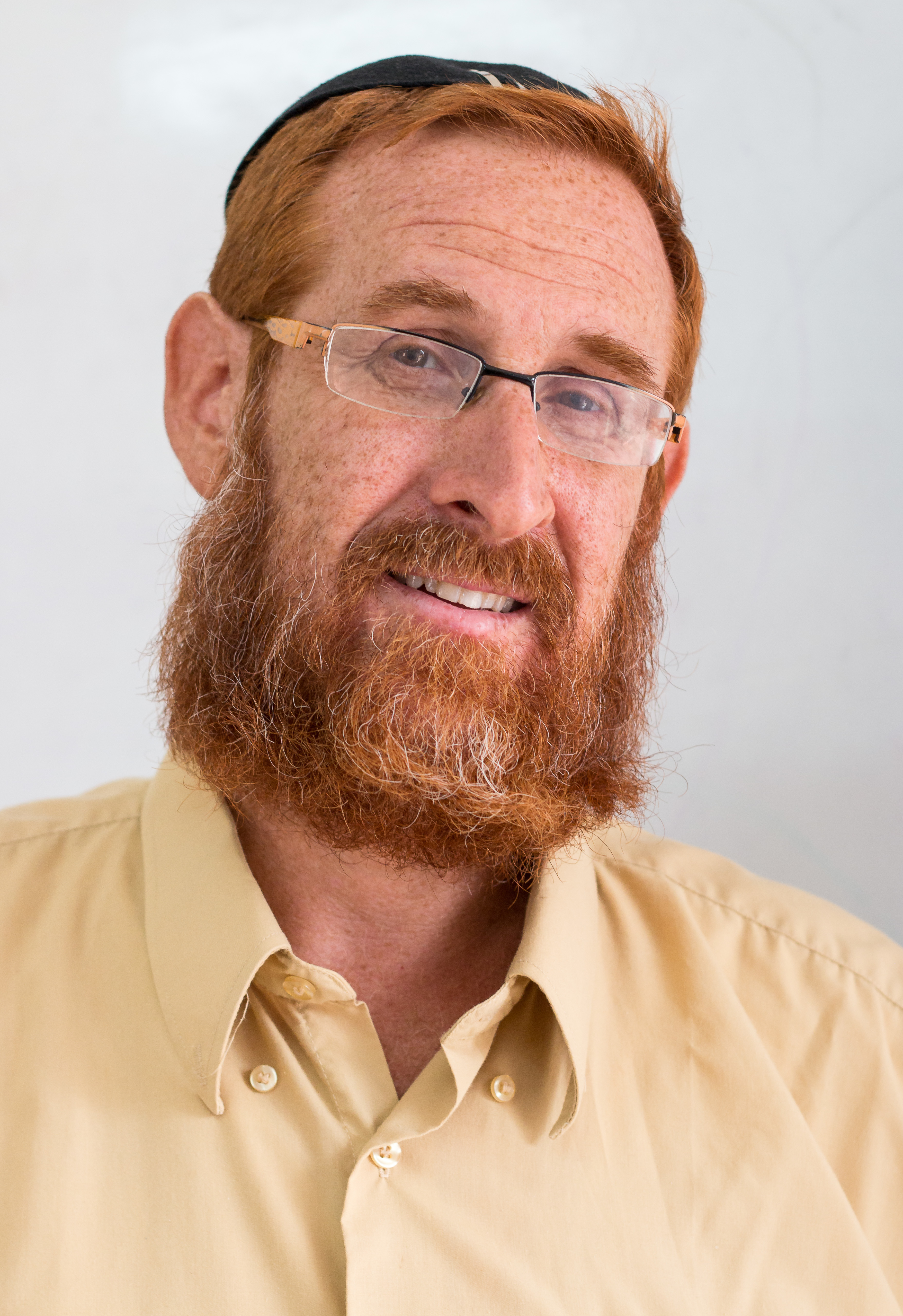
Jehuda Glick

Jehuda Glick (יהודה גליק; geb. 20. November 1965) ist ein israelischer orthodoxer Rabbiner, Fremdenführer und war zwischen 2016 und 2019 als Mitglied des Likud Abgeordneter der Knesset.

## Leben
Glick wurde in den USA als Sohn der US-Bürger Brenda und Shimon Glick geboren; als Achtjähriger wanderte er mit seiner Familie nach Israel ein und wuchs in Beʾer Scheva auf, wo sein Vater die Abteilung für Innere Medizin im Soroka-Krankenhaus leitete.

### Organisationen
Als Vorsitzender der HALIBA (הליב"ה) (Akronym (המיזם לחופש יהודי בהר הבית); englisch: The project for Jewish freedom on the Temple Mount), einer israelischen Dachorganisation, die sich auch The Temple Mount Heritage Foundation nennt, fordert Glick einen freien Zugang zum Tempelberg („to re-claim for Jews the basic civil rights of free access, free worship, and free congregation on the Temple Mount.“) und vertritt die Ansicht, dass die Juden das Recht hätten, auf dem Tempelberg beten zu dürfen.
Zudem ist er Direktor des Temple Institute (hebräisch מכון המקדש Machon HaMikdasch), einer Gruppe, die den Bau des Dritten Tempels auf seinem angestammten Platz auf dem Tempelberg wünscht.

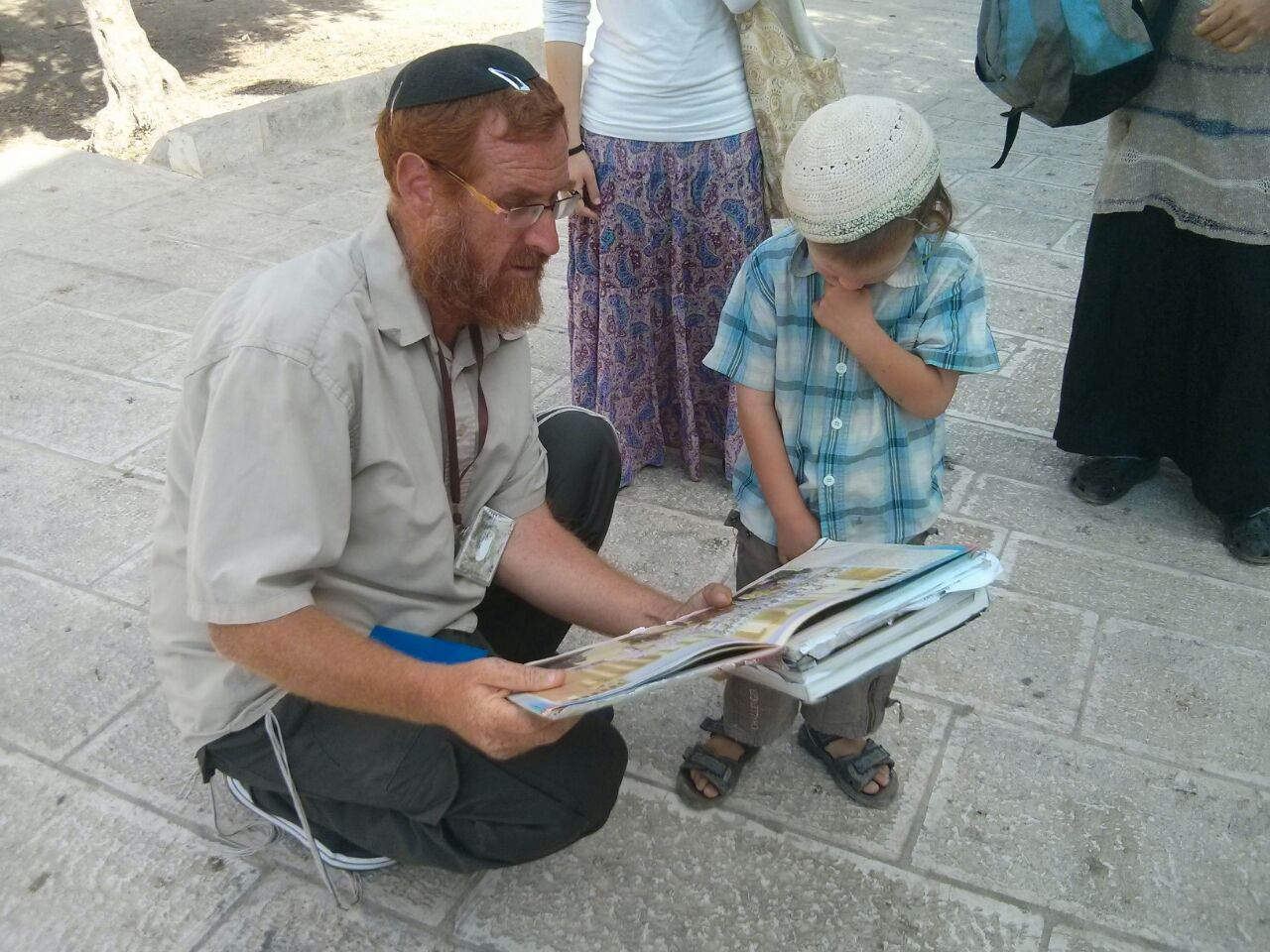
Jehuda Glick auf dem Tempelberg

Obwohl seine Aktivitäten üblicherweise dem rechten Spektrum zugeordnet werden, fordert er auch die Beseitigung von Diskriminierungen gegenüber Frauen und Homosexuellen.

### Fremdenführer
Glick propagiert die Ansprüche auf den Tempelberg auch als Fremdenführer, wobei er den Touristen vor dem Mughrabi-Tor – dem einzigen Zugang für Touristen und Juden, die den heiligen Ort nur besuchen dürfen – von den unterirdischen archäologischen Schätzen unter dem Tempelberg berichtete („wie viel jüdische Geschichte sich unter dem drittheiligsten Ort des Islam versteckt“). Glick bezeichnet auch die Art und Weise der Kontrolle vor dem Mughrabi-Tor als „Selektion“, womit er diese Form der Trennung mit der „Selektion“ der jüdischen Ankömmlinge in den Konzentrationslagern vergleicht. Während christliche Touristen ohne Kontrolle die Tür rechts passieren dürfen, müssen Juden die linke Tür betreten, wobei „bis zur Unterhose“ und „jedes Portemonnaie“ durchsucht wird. Glick reichte deswegen erfolglos eine Klage vor dem Obersten Gerichtshof ein, wobei er den Wortlaut einer Klage benutzte, die Araber gegen das Profiling im Flughafen in Tel Aviv erfolgreich benutzt hatten. Glick tauschte lediglich das Wort „Araber“ gegen „Juden“ und „Flughafen“ gegen „Tempelberg“ aus.
Bei seiner Arbeit wurde Glick von lauten „Allahu-akbar!“-Rufen (Gott ist am größten) übertönt. Regelmäßig sei er dabei beschimpft und bespuckt worden. Muslimische Passanten riefen hinter seinem Rücken auf dem Tempelberg „Tod den Juden“. Glick nahm dies alles mit seiner Kamera auf und legte es später der Polizei vor. Handgreiflichkeiten häuften sich. Nach einem Handgemenge im Sommer 2014 wurde ihm von der israelischen Polizei der Zugang zum Tempelberg verboten. Nach einem 53 Tage währenden Hungerstreik erlaubte ihm das Gericht, den Tempelberg zu besuchen.

### Attentat 2014
Ein palästinensischer Attentäter gab in Jerusalem auf offener Straße am Abend des 29. Oktober 2014 im Vorbeifahren von einem Motorrad aus vier Schüsse auf Glick ab. Es trafen ihn vier Kugeln in Hals, Brust, Bauch und Hand. Er wurde schwerverletzt ins Jerusalemer Schaare-Zedek-Krankenhaus eingeliefert. Der mutmaßliche Attentäter wurde am nächsten Tag bei einem Schusswechsel mit der Polizei getötet. Nach mehreren Operationen wurde Glick am 24. November 2014 aus dem Krankenhaus entlassen.
Der Tatverdächtige war Mitglied des Islamischen Dschihad und hatte zuvor bereits elf Jahre in israelischen Gefängnissen verbracht. Die Terrororganisation veröffentlichte kurz danach einen Nachruf für ihren Aktivisten und beanspruchte wie die Konkurrenz von der Fatah die Verantwortung für den Mordversuch.

### Besuch in Österreich
Glick befand sich im Februar 2018 auf einem privaten Besuch in Österreich. Dabei traf er auch mit dem Parteivorsitzenden der FPÖ und Vizekanzler Heinz-Christian Strache, der parteilosen Außenministerin Karin Kneissl und dem Klubobmann der FPÖ Johann Gudenus zusammen.

## Privates
Glick wohnt in der Siedlung Otniel, ist verheiratet und Vater von acht Kindern.